# Out of the Blue (serie televisiva 1979)
Out of the Blue  è una serie televisiva statunitense in 12 episodi trasmessi per la prima volta nel corso di una sola stagione nel 1979. È nota soprattutto per il crossover con  Mork & Mindy e per la controversia che circonda il suo status di spin-off di Happy Days.

## Trama
Random è un angelo custode in prova che viene assegnato a una famiglia e va a lavorare come insegnante in una scuola superiore.

## Episodi
| Stagione       | Episodi | Prima TV USA |
| -------------- | ------- | ------------ |
| Prima stagione | 12      | 1979         |

## Personaggi
- Shane Richards (12 episodi, 1979), interpretato da	Shane Keller.
- Random (12 episodi, 1979), interpretato da	Jimmy Brogan.
- Marion Richards (12 episodi, 1979), interpretata da	Dixie Carter.
- Stacey Richards (12 episodi, 1979), interpretato da	Tammy Lauren.
- Chris Richards (12 episodi, 1979), interpretato da	Clark Brandon.
- Laura Richards (12 episodi, 1979), interpretata da	Olivia Barash.
- Jason Richards (12 episodi, 1979), interpretato da	Jason D. Keller.
- Gladys (11 episodi, 1979), interpretato da	Hannah Dean.
- The Boss Angel (10 episodi, 1979), interpretato da	Eileen Heckart.
- Marc (6 episodi, 1979), interpretato da	Ethan Tudor W..

## Produzione
La serie, ideata da Thomas L. Miller e Robert L. Boyett, fu prodotta da Paramount Television e girata negli studios della Paramount a Hollywood in California. Nove episodi furono trasmessi al momento della cancellazione. Diverso materiale fu completato ma mai stato trasmesso.

### Registi
Tra i registi della serie sono accreditati:
- John Tracy (1 episodio, 1979)
- Peter Baldwin
- Jeff Chambers
- Duncan Scott McGibbon

### La controversia sullo spin-off
La controversia nasce dal fatto che il primo episodio della serie era stato trasmesso poco più di una settimana prima dell'episodio di Happy Days in cui Jimmy Brogan interpreta il personaggio di Random. L'osservatore televisivo Todd Fuller sostiene che a causa del fatto che l'episodio suddetto, Chachi Sells His Soul, era andato in onda in prima TV il 18 settembre 1979, Out of the Blue deve considerarsi un crossover. Secondo Fuller "l'episodio di Happy Days fu probabilmente uno strumento di promozione per  Out of the Blue atto a rendere il personaggio di Random più noto". Thom Holbrook, analista di crossover e spin-off televisivi, definisce  Out of the Blue come uno spin-off e conclude: "L'intento dell'episodio era creare uno spin off. Il tono della puntata di Happy Days è incentrato sul personaggio e risulta tipico degli episodi pilota".

## Distribuzione
La serie fu trasmessa negli Stati Uniti dal 9 settembre al 16 dicembre 1979 sulla rete televisiva ABC.